# 科隆贝莱贝勒
科隆贝莱贝勒（法語：Colombey-les-Belles，法語發音：[kɔlɔ̃bɛ le bɛl]）是法国默尔特-摩泽尔省的一个市镇，位于该省西南部，属于图勒区。

## 地理
科隆贝莱贝勒（48°31'39"N, 5°53'50"E）面积17.59 平方千米，位于法国大東部大區默尔特-摩泽尔省，该省份为法国东北部内陆省份，是洛林的一部分，北邻比利时、卢森堡，北起顺时针与摩泽尔省、下莱茵省、孚日省和默兹省接壤。
与科隆贝莱贝勒接壤的市镇（或旧市镇、城区）包括：阿兰、巴涅、巴里塞欧普兰、克雷佩、瑟兰库尔、欧特勒维尔。

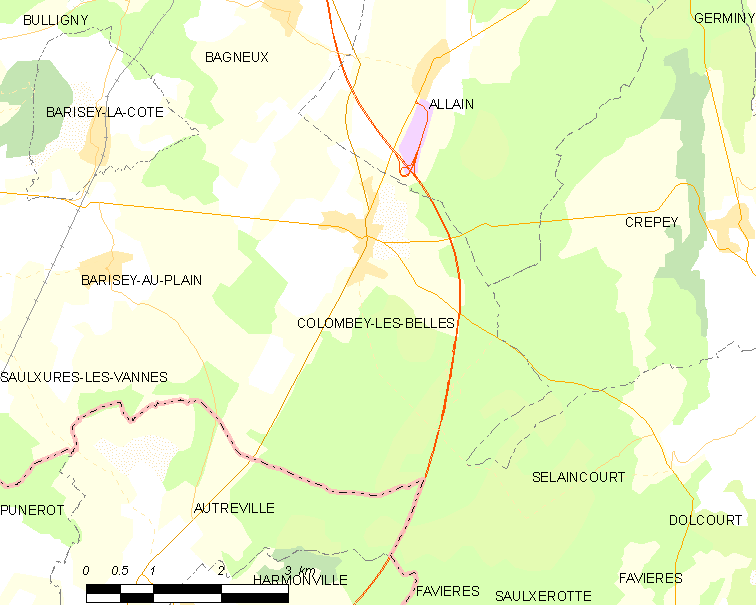
科隆贝莱贝勒的OSM定位图

科隆贝莱贝勒的时区为UTC+01:00、UTC+02:00（夏令时）。

## 行政
科隆贝莱贝勒的邮政编码为54170，INSEE市镇编码为54135。

## 政治
科隆贝莱贝勒所属的省级选区为梅讷欧桑图瓦县。

## 人口

1962-2008年间科隆贝莱贝勒人口变化图示

科隆贝莱贝勒于2022年1月1日时的人口数量为1430人。